# トム・デレ＝バシル
アヨトミワ・シェリフ・デレ＝バシル（英語: Ayotomiwa Sherif Dele-Bashiru、1999年9月17日 - ）は、ナイジェリアとイングランドのサッカー選手。ポジションはMF。

## クラブ歴
マンチェスターの生まれで、地元のマンチェスター・シティ EDSで下部組織時代を過ごした。2017年12月19日のEFLカップでフィル・フォーデンに代わって延長戦開始とともに途中出場し、トップチームデビュー。しかしトップチームでの出場はこの1試合に止まり、2019年夏に放出された。
2019年7月24日にワトフォードFCに6年契約で加入。

## 代表歴
イングランドU-16代表として出場経験がある。ナイジェリアU-20代表としては2019 FIFA U-20ワールドカップに出場、1得点を記録した。

## 私生活
弟のフィサヨ・デレ＝バシルもサッカー選手。